# Wittiza
Wittiza (Witiza, Vitiza, Witica, Vitica...), né v. 685 et mort v. 710, est un roi wisigoth d'Hispanie et de Septimanie de 701 à 710.

## Biographie

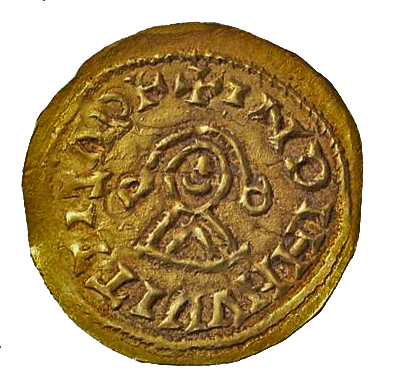
Monnaie d'or à l'effigie du roi Wittiza frappée à Braga.

Wittiza est le fils du roi Égica (687–701) et de la princesse Cixilo (en), fille du roi Ervige (680–687). Il naît vraisemblablement dans les années 680.

### Accession au trône
Devenu adolescent, son père le nomme duc de Galice et l'associe au pouvoir, au plus tard en 698, cherchant comme ses prédécesseurs à imposer sa dynastie. Durant le règne de son père, Wittiza siège principalement à Tuy en Galice, dans l'ancien royaume des Suèves. Lors d'un excès de colère, le jeune prince tue à coups de bâton Favila, le capitaine de sa garde ; on soupçonne Wittiza d'avoir tué Favila pour abuser plus librement de sa femme.
À la mort du roi Égica en 701, il règne seul sur un royaume wisigoth affaibli par la famine et la peste et déstabilisé par les intrigues de la noblesse. La chronique mozarabe de 754 dit que Wittiza répara les crimes de son père en rappelant notamment les bannis du royaume et en les dédommageant, leur restituant leurs biens et les rétablissant dans leurs fonctions.

### Conflits avec l'Église
La chronique d'Alphonse III dite ad Sebastianum, rédigée vers 900, trace un portrait peu flatteur du roi Wittiza. Il est décrit comme un homme malhonnête aux mœurs scandaleuses qui se souilla entre ses épouses et ses concubines et qui, pour ne pas lever la censure contre lui, déprava l'ordre religieux. Toujours selon cette chronique, ses crimes furent la cause de la chute des Goths et de la perdition de l'Espagne. La chronique est peut-être inspirée par une autre chronique rédigée au IXe siècle, le Chronicon moissiacense (Chronique de Moissac), qui trace un portrait extrêmement défavorable de Wittiza, un roi « adonné aux femmes », qui « enseigna par son exemple aux prêtres et au peuple à vivre luxurieusement, irritant la colère du Seigneur ». L'archevêque Gondéric de Tolède, qui demandait à Wittiza de changer de mode de vie, fut remplacé à sa mort par l'une des créatures du roi, Sinderède, qui fut complice de ses débauches. Wittiza l'imposait au clergé comme un exemple à imiter et punissait les prêtres qui osaient invectiver contre la corruption des mœurs. Selon Cesare Baronio, le pape Constantin adressa à Wittiza de vives remarques et le menaça même de le déposer s'il ne rétractait pas les décrets qui portaient atteinte à l'autorité du Saint-Siège : le roi menaça alors à son tour le pape de marcher sur Rome à la tête d'une armée pour le soumettre. Son comportement scandaleux suscita des troubles dans le royaume et, selon Luc de Tuy, il fit abattre les murailles des villes à l'exception de Tolède, Astorga et Tuy, afin de prévenir toute résistance à sa tyrannie.
Sous son règne se déroula le XVIIIe concile de Tolède, probablement en 703, concile présidé par l'archevêque Gondéric de Tolède.
Selon Isidore de Beja, une flotte byzantine attaqua le royaume wisigoth, à l'instigation de l'empereur Justinien II, mais les forces grecques furent repoussées par le comte Théodemir (Theudimer).

### Fin de règne
La fin de son règne reste mystérieuse. Selon la chronique d'Alphonse III, Wittiza meurt de causes naturelles tandis que d'autres sources laissent entendre qu'il aurait été renversé et éliminé par Rodéric (Rodrigue) qui s'empare de la royauté « tumultueusement », montant du trône « sur les instances du Sénat », c'est-à-dire l'assemblée des hauts représentants de la noblesse laïque au palais. Selon une légende, le père de Rodéric, le noble goth Théodefred, duc de Cordoue, avait été l'une des nombreuses victimes de la tyrannie du cruel Wittiza qui l'avait fait aveugler et jeter en prison, où il mourut. Rodéric, pour venger son père, complota pour renverser le tyran ; suscitant une révolte dans le royaume, il s'empara du roi à Tolède, capitale wisigothe, et le fit exécuter après l'avoir fait aveugler puis, Rodéric monta sur le trône, évinçant les jeunes fils du roi déchu qui, pour se venger, s'allieront aux conquérants musulmans.
La durée du règne de Wittiza varie selon les sources. Selon le Chronicon moissiacense, Wittiza règna 7 ans et 3 mois (de fin 702 à début 710), tandis que, selon la chronique d'Alphonse III dite ad Sebastianum, il règna 10 ans (de 700 à 710). La continuation du Laterculus regum Visigothorum, mentionne un règne de 12 ans (de son association au pouvoir en 698 à sa mort en 710). Enfin, d'autres sources, chrétiennes et musulmanes, parlent d'un règne total de 15 ans (de c. 694/95 à c. 709/10).

## Descendance
Wittiza aurait laissé au moins trois fils en bas âge selon un historien andalou du Xe siècle, Ibn al-Qūṭiyya : Agila (Agila II), Ardabast (peut-être Ardo), et Olmund (ou Romulus), qui seront évincés par Rodéric. Flavio Ataúlfo (Flavius Ataulfus), magnat galicien, serait un petit-fils de Wittiza.

#### Sources anciennes
- Isidore de Beja, Chronique.
- Chronique mozarabe de 754.
- Chronicon moissiacense.
- Chronique d'Alphonse III dite Ad Sebastianum (lire en ligne).
- (es) Luc de Tuy, Chronique du monde.
- (es) Cesare Baronio, Annales ecclesiastici.

#### Sources modernes
- Jules Tailhan, « Witiza », Anonyme de Cordoue. Chronique rimée des derniers rois de Tolède et de la conquête d'Espagne par les Arabes., éd. et annotée par Jules Tailhan, Paris, 1885, p. 151 (lire en ligne).
- (en) Henry Bradley, The Story of the Goths, New York, G. P. Putnam's Sons, 1888.
- (en) Edward A. Thompson, The Goths in Spain, Oxford, Clarendon Press, 1969.
- (en) Roger Collins, The Arab Conquest of Spain, 710–797, Oxford, Blackwell Publishing, 1989.
- (en) Roger Collins, Visigothic Spain, 409–711, Oxford, Blackwell Publishing, 2004.